# Rhododendron nigroglandulosum
Rhododendron nigroglandulosum là một loài thực vật có hoa trong họ Thạch nam. Loài này được Nitz. miêu tả khoa học đầu tiên năm 1975.